# علي بيغلو (أرومية)
علي بيغلو هي قرية في مقاطعة أرومية، إيران. عدد سكان هذه القرية هو 913 في سنة 2006.